# Bacula (bâtiment)
Pour les articles homonymes, voir Bacula.

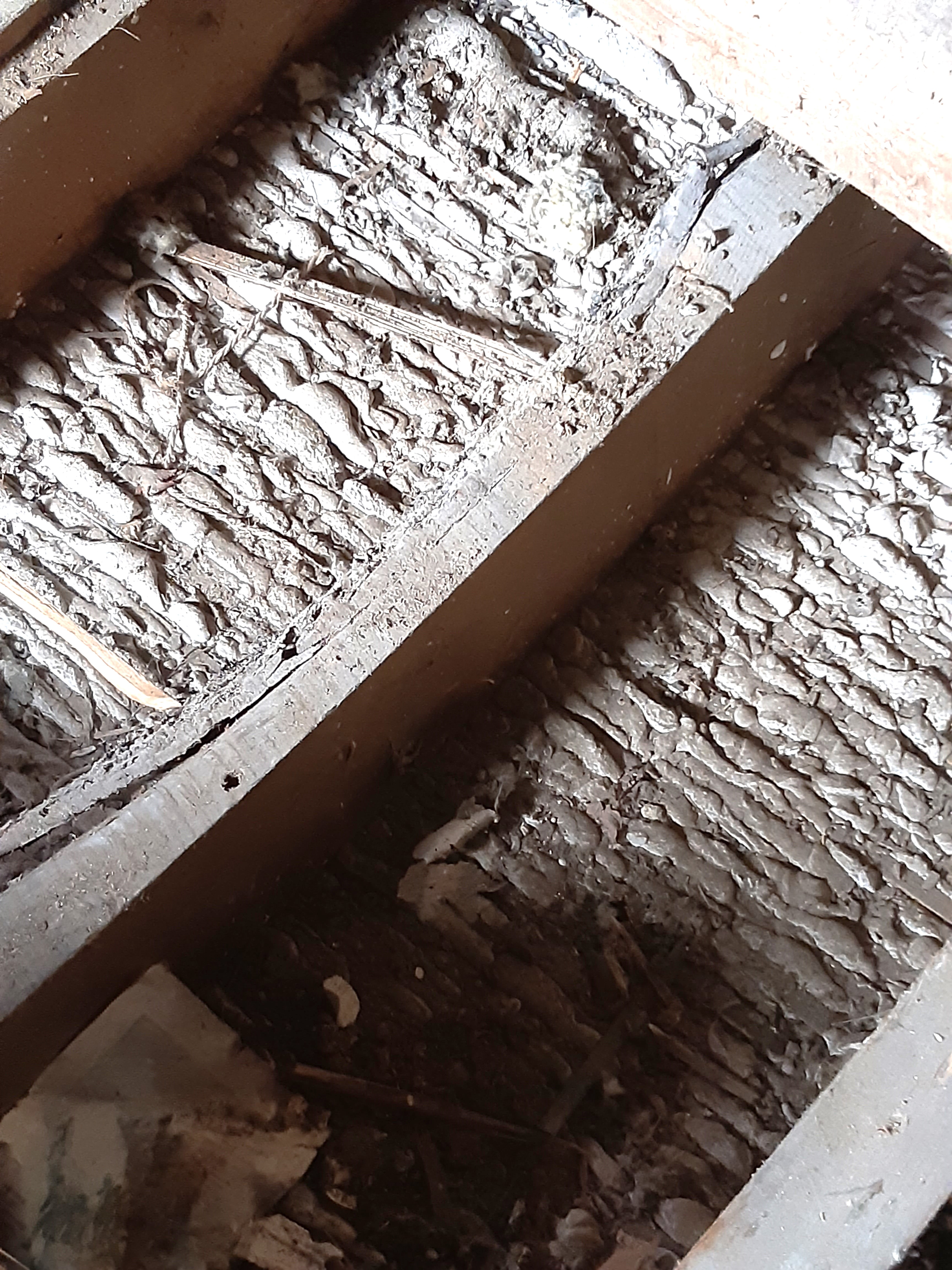
Bacula vu de dessus, au château de Poussignol. Le plâtre, projeté par le dessous, déborde en boudins du treillage de bois pour faire l'accroche de la masse de plâtre, lissée en sous-face.

Le bacula est un lattis de plafond destiné à être enduit de plâtre. Cette technique de maçonnerie est dite aussi « à la française ».

## Description
Le bacula est constitué bien souvent d'un lattis de petit-bois, voire de bambous d’un centimètre de diamètre environ coupé dans le sens de la longueur et ensuite enduits de plâtre, assemblés entre eux par du fil de fer très fin qui est bouclé sur le bambou, un fil au-dessus et un fil en dessous et inversement à chaque morceau de petits bois ou de bambou, avec une boucle entre eux après chaque morceau de bois. Les lames de bois ne sont pas jointives : le jour laissé entre elles permet au plâtre de franchir le plan qu'elles constituent et, par son débordement, de s'accrocher au complexe de bois. Le système se trouve souvent en bambou dans les immeubles des années 1950[réf. nécessaire], avant l'invention des planchers hourdis à sous-face plate destinés à recevoir une finition de plâtre à projeter. Les plafonds en plâtre recouvrent le plus souvent les vides de l'arc de cercle formé par des hourdis en voûtains de brique qui peuvent s'ajuster à des entraxes variables (largeur d'entrevous). Les nattes de lattis ainsi constituées sont clouées sous les solives.
Le bacula, dont le rôle est de structurer le plafond, en sous-face du plancher, est à distinguer du « bardeau », également constitué de lattes, mais venant au-dessus des solives, dont la fonction est de constituer la structure de la surface du plancher, et sur lequel est déposé le mortier ou le plâtre supportant les lambourdes du parquet.

## Histoire
Après l’invention des plaques de plâtre, l'usage du bacula décline. L'avantage des plaques de plâtre est la facilité de mise en œuvre, limitée à un vissage sur des suspentes, qui en a fait le système dominant la fin du XXe siècle, mais leur impact environnemental et les produits de collage créant des émissions polluantes pour la qualité de l'air intérieur repose la question des techniques de plâtre projeté sur une structure, bois anciennement, ou en résille aluminium le plus souvent aujourd'hui.
L'avantage majeur du bacula est son usage pour des plafonds voûtés ou mansardés, qui permet une souplesse de raccords entre surfaces caves, contrairement aux plaques de plâtre nécessitant de multiplier les découpes et recharges de plâtre pour adoucir les intersections de plan.